# Eugen Rippl
Eugen Rippl (18. listopadu 1888 Náměšť nad Oslavou – 6. května 1945 Praha) byl český slavista a profesor na Německé Karlově univerzitě v Praze.

## Biografie
Eugen Rippl se narodil v Náměšti nad Oslavou, jeho otcem byl soudní úředník. Mezi lety 1899 a 1907 vystudoval brněnské gymnázium a nastoupil na studia německého a českého jazyka do Vídně. Od roku 1908 pak studoval na německé univerzitě v Praze.
Po studiu ve Vídni a Praze Eugen Rippl složil v roce 1911 zkoušku z učitelství češtiny a němčiny a doktorát z filosofie získal v roce 1918. Do roku 1921 působil jako učitel na Obchodní akademii v Olomouci. Posléze vyučoval na Obchodní akademii v Praze a také na Německé univerzitě v Praze, nejprve od roku 1929 jako soukromý docent, od roku 1933 jako běžný pracovník a od roku 1941 jako řádný profesor české a slovenské filologie.
Rippel zpočátku byl členem Sudetoněmecké strany (SdP) a po jejím rozpuštění se stal členem NSDAP (do strany vstoupil v dubnu 1939). Během druhé světové války vedl Institut pro český jazyk a literaturu Nadace Reinharda Heydricha. V roce 1943 sepsal článek "Žid a židovská otázka v moderní české literatuře", který byl publikován v knize Weltkampf.
Ve svých vědeckých pracích věnoval zvláštní pozornost studiím moderních dialektů a jeho poznatky byly relevantní pro studium nestandardních jazykových výrazů. Byl vydavatelem německých antologií české literatury a odborných časopisů Slavistische Schulblätter a Slawischen Rundschau. Od roku 1937 byl Eugen Rippl členem České společnosti věd.
V noci z 5. na 6. května 1945 spáchal společně se svojí ženou Annou sebevraždu otravou svítiplynem ve svém bytě v Praze v Lodecké ulici čp. 2. Oba byli 12. května 1945 pohřbeni na Olšanském hřbitově v Praze.

## Dílo
- Zum Wortschatz des tschechischen Rotwelsch, 1926
- Beiträge zur tschechischen Sondersprachkunde, 1929.
- Das alttschechische Leben des heilign Franziskus von Assisi nach einer Olmützer Handschrift aus den Jahr 1421 (Staročeský život sv. Františka z Assisi po olomouckém rukopise z roku 1421), 1931.
- Tschechisch im Alltag (Čeština v každodenním životě), 1937.
- Die Soldatensprache der Deutschen im ehemaligen tschechoslowakischen Heer (Vojenský jazyk Němců v bývalé československé armádě), 1943.